# Microgomphus zebra
Microgomphus zebra är en trollsländeart som först beskrevs av Martin 1912.  Microgomphus zebra ingår i släktet Microgomphus och familjen flodtrollsländor. Inga underarter finns listade i Catalogue of Life.